# Бротас-ди-Макаубас
Бротас-ди-Макаубас (порт. Brotas de Macaúbas)  —  муниципалитет в Бразилии, входит в штат Баия. Составная часть мезорегиона Юго-центральная часть штата Баия. Входит в экономико-статистический микрорегион Бокира. Население составляет 11 427 человек на 2006 год. Занимает площадь 2372,644 км². Плотность населения — 4,8 чел./км².
Праздник города — 16 июля.

## История
Город основан в 1792 году.

## Статистика
- Валовой внутренний продукт на 2003 год составляет 19 575 007,00 реалов (данные: Бразильский институт географии и статистики).
- Валовой внутренний продукт на душу населения на 2003 год составляет 1655,25 реалов (данные: Бразильский институт географии и статистики).
- Индекс развития человеческого потенциала на 2000 год составляет 0,628 (данные: Программа развития ООН).